# Krummer Woklowsee
Der Krumme Woklowsee (auch als Krummer Woklow bekannt) ist ein See im Landkreis Mecklenburgische Seenplatte in Mecklenburg-Vorpommern auf dem Gemeindegebiet von Wustrow. 
Der Krumme Woklowsee erstreckt sich östlich und nordöstlich des Dorfes Drosedow (6 Kilometer südsüdwestlich von Wesenberg) und reicht weit in die Waldlandschaft der Drosedower Tannen hinein. Er ist ein Rinnensee von 3,1 Kilometern Länge und einer mittleren Breite von nur 160 Metern. An seiner breitesten Stelle ist er 280 Meter breit. Im mittleren und nördlichen Bereich prägen Steilhänge bis 15 Meter Höhe das Erscheinungsbild des Ufers. Der Krumme Woklowsee hat keinen Zufluss und Abfluss und ist für den motorisierten Schiffsverkehr gesperrt. Am südlichen Teil des Sees liegt das Dorf Drosedow und nordöstlich davon befindet sich das Schloss Drosedow, das im Jahr 1904 erbaut wurde.
Umliegende Seen:
- Peetschsee
- Kleiner Emssee
- Großer Emssee
- Rätzsee
- Gobenowsee